# Conversió descendent paramètrica espontània

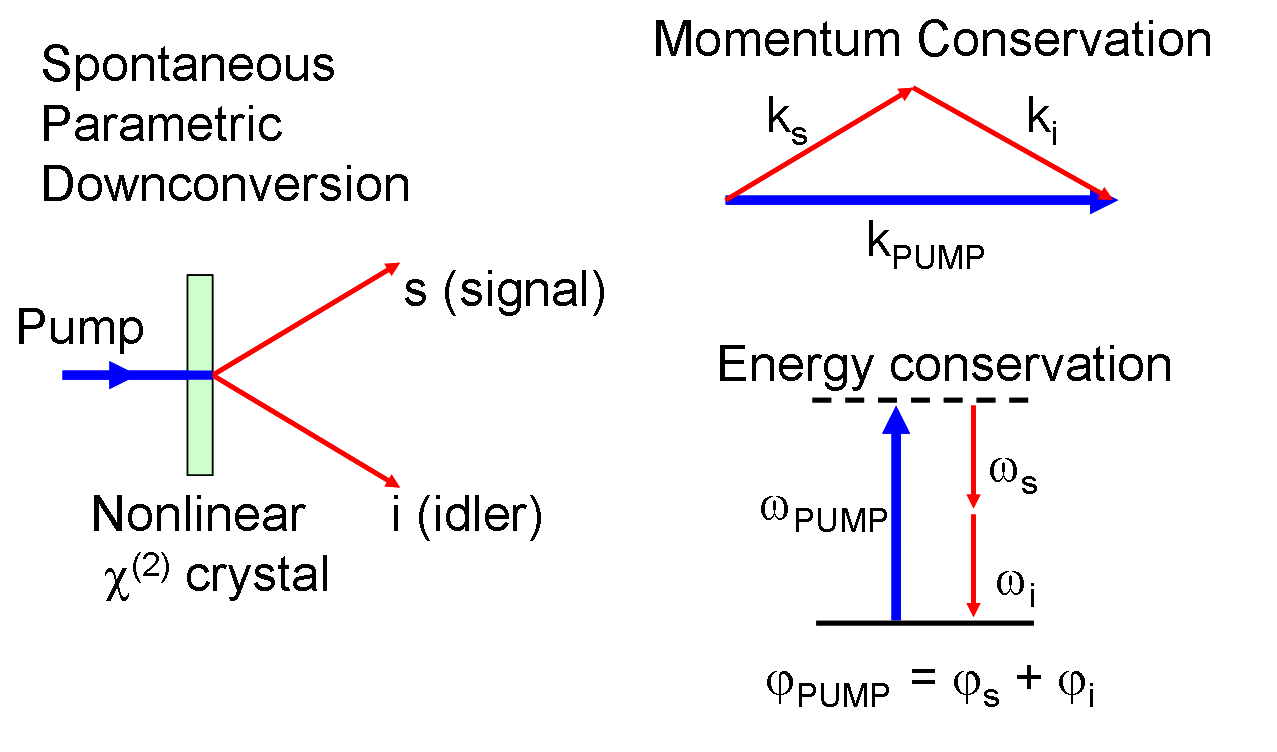
Esquema del procés SPDC. Tingueu en compte que les lleis de conservació es refereixen a l'energia i el moment dins del cristall.

La conversió descendent paramètrica espontània (també coneguda com SPDC, fluorescència paramètrica o dispersió paramètrica) és un procés òptic instantani no lineal que converteix un fotó de major energia (és a dir, un fotó de bomba), en un parell de fotons (és a dir, un fotó de senyal, i un fotó inactiu) de menor energia, d'acord amb la llei de conservació de l'energia i la llei de conservació de la quantitat de moviment. És un procés important en òptica quàntica, per a la generació de parells de fotons entrellaçats i de fotons únics.

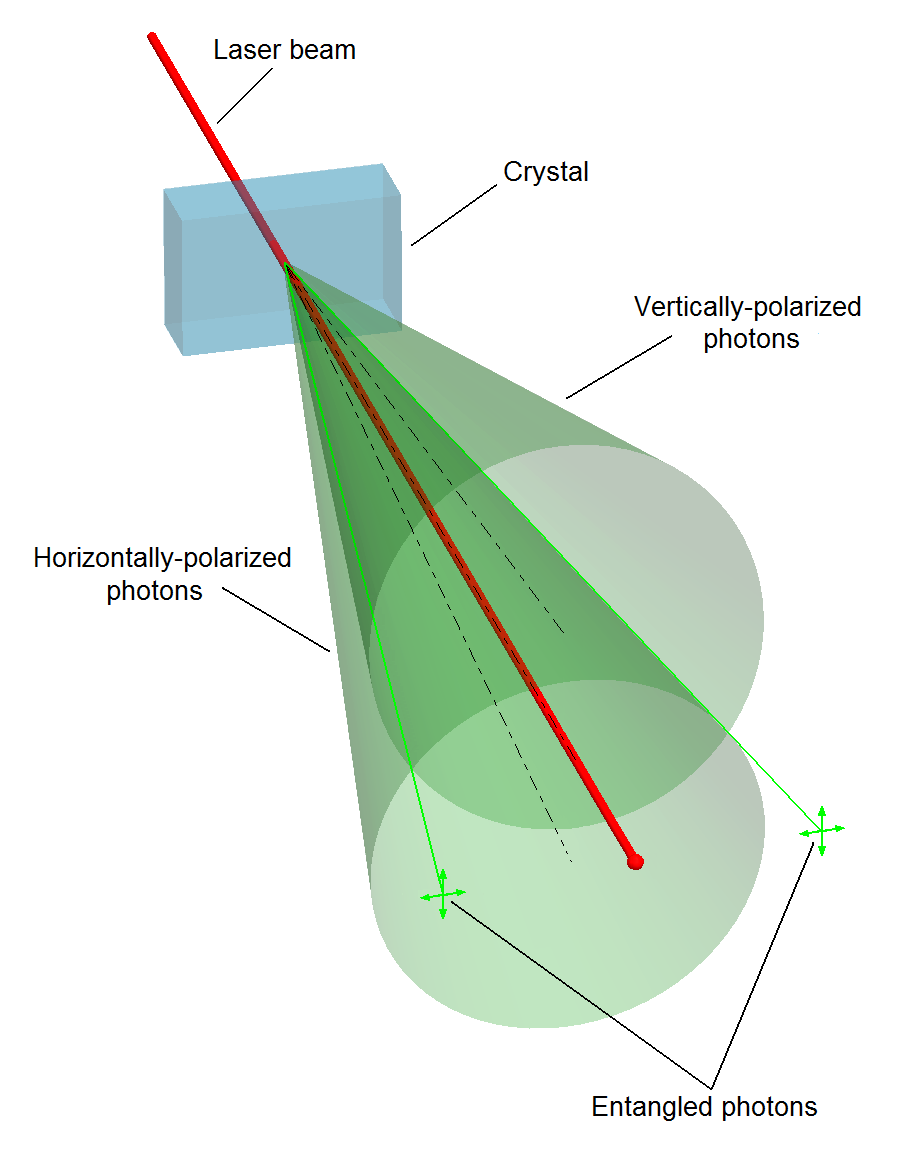
Un esquema SPDC amb la sortida de tipus II.

Un cristall no lineal s'utilitza per produir parells de fotons a partir d'un feix de fotons. D'acord amb la llei de conservació de l'energia i la llei de conservació de la quantitat de moviment, els parells tenen energies i moments combinats iguals a l'energia i el moment del fotó original. Com que l'índex de refracció canvia amb la freqüència (dispersió), només s'ajustaran en fase determinats triplets de freqüències de manera que es pugui aconseguir la conservació simultània d'energia i moment. La concordança de fase s'aconsegueix amb més freqüència utilitzant materials no lineals birrefringents, l'índex de refracció dels quals canvia amb la polarització. Com a resultat d'això, diferents tipus de SPDC es classifiquen per les polaritzacions del fotó d'entrada (la bomba) i els dos fotons de sortida (senyal i ocioso). Si el senyal i els fotons ociosos comparteixen la mateixa polarització entre ells i amb el fotó de la bomba destruït, es considera SPDC de tipus 0; si el senyal i els fotons ociosos comparteixen la mateixa polarització entre ells, però són ortogonals a la polarització de la bomba, és SPDC de tipus I. Si el senyal i els fotons ociosos tenen polaritzacions perpendiculars, es considera SPDC de tipus II. L'eficiència de conversió de SPDC sol ser molt baixa, amb la màxima eficiència obtinguda de l'ordre de 4 parells per 106 fotons entrants per a PPLN en guies d'ona. Tanmateix, si es detecta la meitat de la parella en qualsevol moment, se sap que la seva parella està present. La part degenerada de la sortida d'un convertidor de baixada de tipus I és un buit comprimit que només conté termes de nombre de fotons parells. La sortida no degenerada del convertidor de baixada tipus II és un buit comprimit de dos modes.

## Aplicacions
L'SPDC permet la creació de camps òptics que contenen (en una bona aproximació) un sol fotó. A partir de 2005, aquest és el mecanisme predominant perquè un experimentador creï fotons únics (també coneguts com estats de Fock). Els fotons individuals així com els parells de fotons s'utilitzen sovint en experiments i aplicacions d'informació quàntica com la criptografia quàntica i els experiments de prova de Bell.
L'SPDC s'utilitza àmpliament per crear parells de fotons entrellaçats amb un alt grau de correlació espacial. Aquests parells s'utilitzen en la imatge fantasma, en què la informació es combina de dos detectors de llum: un detector convencional de diversos píxels que no veu l'objecte i un detector d'un sol píxel (cubeta) que sí que veu l'objecte.